# MPEG-2 Parte 3
A Parte 3 do padrão MPEG-2 (formalmente conhecido como ISO/IEC 13818-3, também conhecido como MPEG-2 Audio ou MPEG-2 BC) define a codificação de áudio:
- MPEG Multichannel - Ele aprimora o áudio do MPEG-1 permitindo a codificação de programas de áudio com mais de dois canais, até 5.1 multicanal. Este método é compatível com versões anteriores (também conhecido como MPEG-2 BC[1][2][3][4]), permitindo que os decodificadores de áudio MPEG-1 decodifiquem os dois principais componentes estéreo da apresentação.[5]
- O MPEG-2 Parte 3 também definiu taxas de bits e taxas de amostragem adicionais para MPEG-1 Audio Layer I, MPEG-1 Audio Layer II e MPEG-1 Audio Layer III (a primeira versão do MP3).[6]

O MPEG-2 Parte 3 não deve ser confundido com o MPEG-2 Parte 7: AAC, também conhecido como MPEG-2 NBC (Não compatível com versões anteriores) - a codificação de áudio avançada MPEG-2 com suporte para codificação multicanal (até 48 canais).

## Visão geral
O MPEG-2 Parte 3 introduziu novos métodos de codificação de áudio em comparação com o MPEG-1 Parte 3: MPEG-2 BC (compatível com os formatos de áudio MPEG-1)
- codificação de baixa taxa de bits com taxa de amostragem reduzida pela metade (MPEG-1 Layer 1/2/3 LSF - "Low Sampling Frequencies")
- codificação multicanal com até 5.1 canais